# Presidentes del Club Atlético Peñarol

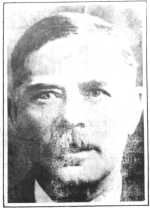
Frank Henderson fue el primer presidente del CURCC

Desde su fundación en 1891 como club de cricket, el Club Atlético Peñarol ha tenido 30 presidentes en 36 períodos hasta la fecha.
El primero fue el Sr Frank Henderson, hijo de emigrantes ingleses, quien fue partícipe de la expansión ferrocarrilera sucedida en el Uruguay a finales del siglo XIX.
El actual presidente del club es Ignacio Ruglio desde el 16 de diciembre de 2020, sustituyendo a Jorge Barrera.

## Historia

### Era del ferrocarril
En sus inicios, era habitual que el CURCC fuera presidido por el administrador general del Central Uruguay Railway Company of Montevideo (CUR), ya que este era el club deportivo de la empresa. Dicha costumbre se mantuvo hasta 1906, cuando desde Inglaterra fue enviado Charles Bayne a dirigir la empresa, con el fin de aumentar las ganancias y ejercer una mayor disciplina para con los empleados. Cuando Bayne arribó a Montevideo, fue llevado hasta los talleres de Villa Peñarol, enfrente del campo de fútbol, y allí se le comunicó de las obligaciones que sobre él caían a lo que respondió que la continua ausencia laboral de varios funcionarios que paralelamente jugaban en el club era una situación de la que no quería encargarse.
Esto, sumado a distintos problemas y resoluciones que perjudicaban al equipo de fútbol tomadas por Bayne, llevaron a que en 1913, luego de varias asambleas, el fútbol pasara a ser administrado por fuera de la empresa. Algunas de las exigencias del CUR fueron la salida de la cancha de fútbol de la Villa y la denominación de Jorge Cluclow, de nacionalidad uruguaya, como presidente, cargo que ocupó hasta 1915.

### La época dorada de Guelfi
En las elecciones de 1958, se presentó para presidente el Cr. Gastón Guelfi, que ya había ocupado distintos cargos en el club como Tesorero. Su período de gobierno se vio caracterizado por una época con muchos títulos a nivel deportivo con las victorias consecutivas de las copas Libertadores (1960, 1961 y 1966), Intercontinentales (1961 y 1966), Supercopa de Campeones Intercontinentales (1969) y del Primer Quinquenio de Oro. Además, Guelfi trajo consigo a los dos mayores goleadores de la historia del club: Alberto Spencer y Fernando Morena. Al primero lo fichó a fines de 1959 luego de un Campeonato Sudamericano, y al segundo en 1973, tras un largo período de negociaciones que le costaron su último aliento,[cita requerida] falleciendo al día siguiente de confirmar el acuerdo. Por otra parte, el Palacio Peñarol lleva su nombre.

### Cataldi y la era Damiani
En 1987 asumió la presidencia el Cr. José Pedro Damiani y a pesar del mal momento económico que estaba viviendo el club, se logró volver a ser campeón de América, y tras dos años dejó el mandato en manos de Washington Cataldi. Volvería en 1993, pero entonces los problemas eran mayoritariamente deportivos, cuando el club cumpliría seis años sin salir campeón. Con la contratación de varias figuras Damiani llevó al club a conquistar su Segundo Quinquenio. Repetiría sendos campeonatos uruguayos en 1999 y 2003. Falleció en el cargo en 2007 faltando un año para cumplir su segundo ciclo (1995-2008) y para recordarlo no se eligió presidente siendo comandada la institución por un “coordinador institucional”.

### Damiani hijo (2008-2017)
En 2008, fue elegido presidente Juan Pedro Damiani, quien además de llevar el mando del club desde el fallecimiento de su padre en 2007, había sido vicepresidente del club durante dos años. En este período, el club incrementó su masa social considerablemente tanto en la capital como en el interior, logrando allí más de un 30% de los socios al momento de su asunción. Con Damiani como presidente el club volvió a consagrarse campeón uruguayo en el año 2010 y volvió a las copas internacionales. Fue reelecto en 2011 y 2014, y durante su último periodo como presidente se inaugura el nuevo estadio, el Campeón del Siglo.

## Comisión directiva 2020-23

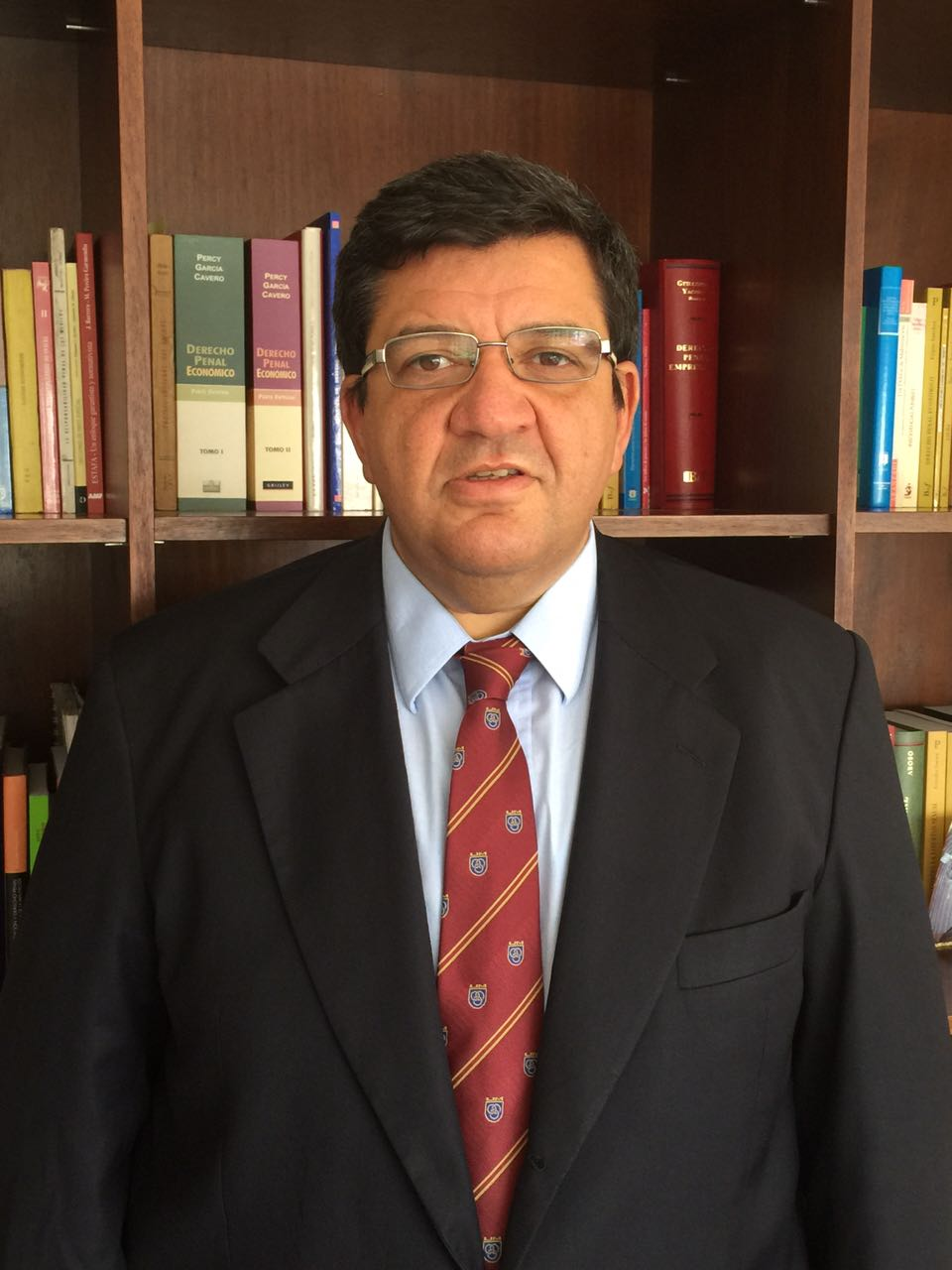
Jorge Barrera, expresidente de la institución.

En diciembre de 2020 se realizaron elecciones para determinar quienes estarían a cargo de la dirigencia de Peñarol por los siguientes tres años. De los once cargos a disposición, la lista 1891,  del nuevo oficialismo obtuvo el 35% de los votos, lo que respaldó a Ignacio Ruglio para ser el próximo presidente del club y le otorgó cuatro cargos (Ruglio, Zaidenzstat, Queijo  y Jorge Niremberg ) de los mencionados once cargos. Por otro lado, el lema que agrupó a las listas 3 y 10 obtuvo cuatro consejeros (Damiani, Tealdi, Catino y Pablo Amaro), y por último a la lista 555 le correspondió dos lugares (Guillermo Varela y Mario Acle) y a la lista 1913 le correspondió un lugar (Evaristo González)
En una histórica y reñida votación, Ignacio Ruglio  terminó consiguiendo la presidencia del Club Atlético Peñarol. Con 3181 superó al expresidente Juan Pedro Damiani (2954), a Guillermo Varela (1420), a Evaristo González (1113) y a Mario Colla (737). De este modo, el Ruglio  gobernará al club junto a Eduardo Zaidensztat  como vicepresidente hasta el cierre de 2023. Las buenas votaciones que hicieron tanto  como y , con su respectiva paridad, le terminaron jugando a favor al nuevo oficialismo. Eso incluso se reflejó en el reparto de cargos: cuatro para el oficialismo (Ruglio, Zaidenzstat, Álvaro Queijo y Jorge Niremberg), cuatro para la lista 10 (Damiani, Tealdi, Catino y Amaro), dos para la lista 555 (Varela y  Acle) y uno para la lista de González (Evaristo González). Al grupo de Colla no le alcanzó para conseguir un lugar para integrar la dirigencia. Vale aclarar que al igual que en el mandato anterior, el nuevo  oficialismo deberá trabajar, al menos en el inicio de esta gestión, sin mayoría.
| Cargo                             | Nombre                  |
| --------------------------------- | ----------------------- |
| Presidente                        | Ignacio Ruglio          |
| Vicepresidente                    | Cr. Eduardo Zaidensztat |
| Secretario General                | Rodolfo Catino          |
| Prosecretario                     | Dr Santiago Sánchez     |
| Tesorero                          | Cr. Eduardo Zaidenzstat |
| Protesorero                       | Marcos Acle             |
| Coordinador General Institucional | Álvaro Queijo           |
| Presidente de Peñarol básquetbol  | Cr. Evaristo González   |
| Consejeros                        | Juan Pedro Damiani      |
| Consejeros                        | Dr. Jorge Niremberg     |
| Consejeros                        | Gastón Tealdi           |
| Consejeros                        | Pablo Amaro             |
| Consejeros                        | Guillermo Varela        |
| Consejeros                        | Álvaro Queijo           |
| Delegados ante la AUF             | Juan Antonio Rodríguez  |
| Delegados ante la AUF             | Gonzalo Moratorio       |
| Delegados ante la AUF             | Julio Trotchansky       |

## Cronología de los presidentes
| Presidente           | Período   |
| -------------------- | --------- |
| Jorge H. Clulow      | 1913-1915 |
| Francisco Simón      | 1916-1917 |
| Félix Polleri        | 1918      |
| César Batlle Pacheco | 1919      |
| Félix Polleri        | 1920      |
| Julio María Sosa     | 1921-1928 |
| Arturo Abella        | 1929      |
| Luis Giorgi          | 1930-1931 |
| Juan Scasso          | 1932      |
| Alberto Demichelli   | 1933-1934 |
| Pedro Viapina        | 1934      |

| Presidente             | Período   |
| ---------------------- | --------- |
| Luis Giorgi            | 1935-1936 |
| Francisco Tochetti     | 1937      |
| Alberto Mantrana Garín | 1938      |
| Eduardo Alliaume       | 1939      |
| Francisco Tochetti     | 1940      |
| Bolívar Baliñas        | 1941-1942 |
| Álvaro Macedo          | 1942      |
| Armando Lerma          | 1943      |
| Constante Turturiello  | 1944-1948 |
| Eduardo Alliaume       | 1949-1951 |
| José Buzzetti          | 1952-1955 |

| Presidente         | Período         |
| ------------------ | --------------- |
| Raúl Previtali     | 1956            |
| Eduardo Alliaume   | 1957            |
| Gastón Guelfi      | 1958-1972       |
| Washington Cataldi | 1973-1984       |
| Carlos Lecueder    | 1985-1986       |
| José Pedro Damiani | 1987-1990       |
| Washington Cataldi | 1991-1992       |
| José Pedro Damiani | 1993-2007       |
| Juan Pedro Damiani | 2008-2017       |
| Jorge Barrera      | 2018-2020       |
| Ignacio Ruglio     | 2021-actualidad |

| Presidentes Honorarios - 1929: Julio María Sosa - 1938: Francisco Tochetti - 1949: Constante Turturiello - 1953: Alberto Mantrana Garin - 1953: Carlos Balsán - 1961: Gastón Guelfi - 1978: Washington Cataldi - 1991: José Pedro Damiani - 2018: Julio María Sanguinetti |